# Helvetica Chimica Acta
Helvetica Chimica Acta (abreviatura Helv. Chim. Acta) és una destacada revista científica dedicada a la química. Fou fundada el 1918 per la Schweizerische Chemische Gesellschaft, la Societat Suïssa de Química, i és publicada en l'actualitat per l'editorial Wiley-VHCA AG amb seu a Zúric. El seu factor d'impacte fou d' 2,164 el 2020.
Helvetica Chimica Acta publica resultats de recerques originals, teòriques o experimentals especialment en totes les àrees de la química, posant èmfasi en el caràcter multidisciplinari de la revista incloent, però no limitat, a la química orgànica, inorgànica, física, tècnica i analítica.